# Kanton Argelès-sur-Mer
Kanton Argelès-sur-Mer (fr. Canton d'Argelès-sur-Mer) je francouzský kanton v departementu Pyrénées-Orientales v regionu Languedoc-Roussillon. Skládá se z osmi obcí.

## Obce kantonu
- Argelès-sur-Mer
- Laroque-des-Albères
- Montesquieu-des-Albères
- Palau-del-Vidre
- Saint-André
- Saint-Génis-des-Fontaines
- Sorède
- Villelongue-dels-Monts